# Witch Hunter ROBIN
『Witch Hunter ROBIN』（ウイッチハンターロビン）は、日本のテレビアニメ作品。2002年7月2日から同年12月24日までテレビ東京で放送された。全26話。
中世ヨーロッパの魔女狩りをモチーフにし、現代の日本で繰り広げられるウィッチと人間との戦いを描く。「正義の所在」「種の純血思想がもたらす狂気」という重いテーマを常に問うアニメである。舞台は日本だが、全体的な色合いは中世ヨーロッパをイメージさせるものになっている。

## ストーリー

### あらすじ
数千年もの間、ソロモンと呼ばれる組織が「ウィッチ」たち（"witch" とは本来魔女のことだが、本作品では反社会的な超常能力者を指す）から人々を守ってきた。近年、日本でも能力を使って犯罪を行うウィッチが増加、これに対しソロモンの日本支部であるSTNJは、「オルボ」と呼ばれる薬剤を用いてウィッチを無力化・捕獲する戦術で、彼らと拮抗した戦いを演じていたが、主力メンバーの一人が謎の死を遂げ、戦力不足に陥る。代替要員としてソロモンから送られてきたのは、発火能力を持ったクラフト使いである、15歳の少女ロビン。彼女はチームの一員としてウィッチ狩りに力を発揮し始める。

### ストーリー概説
ストーリーは、第15話「Time to say Goodbye」を境に前後半に分けることができる。
前半は、STNJに合流したロビンが他のメンバーとともにウィッチを狩る一話完結のストーリーから成る。チームに溶け込んでいく一方で、最初はウィッチを狩ることにためらいを持たなかったロビンが、次第にウィッチとクラフト使いとの違いに疑問を感じて、「自分が狩られる対象になるのでは」と恐怖を抱く過程が描かれる。
後半では、STNJを離れたロビンが自身の出自を探る一方、彼女を欠いた他のメンバーらはオルボに潜む謎を追い、やがてソロモンの存在意義など数々の秘密が明らかにされていく。
舞台は21世紀中頃から後半の日本とみられる。たとえば、16話に登場する物品受領書に「2056年2月12日」の日付が見られる。また、魔女狩りが盛んだった17世紀から18世紀より320年後（次回予告の予言詩風の文言より）ないし400年後（作中のセリフより）の出来事であると作中で示唆されている。

## 登場人物
瀬名ロビン（せな ロビン）
声 - 渡辺明乃
本作の主人公。ソロモン本部からSTNJに派遣されたリプレイスメント（交代要員）のクラフト使い。
日本人とイタリア人の間に生まれた日伊ハーフ。日本生まれ、イタリア・トスカーナ育ちの15歳で、敬虔なキリスト教徒。日本語は堪能だが、たまにおかしな言い回しを使い、周囲から訂正される。口数が多い方ではないが社交性がないわけではなく、世間ずれしたところはあるが優しい性格の持ち主。一方で、ハントにおいてはウィッチ相手に恐れず立ち向かい、「ウィッチは人間ではない」として命を奪うことにも躊躇がない。
所有するクラフト能力は発火能力（パイロキネシス）であり、その威力は銃弾を一瞬で気化させ、人間を消し飛ばすほど強力。能力発動時に一時的に視力が落ちるため精度に問題があり、ウィッチ能力のランクはAとされていたが、亜門の助言で眼鏡を着用することにより克服した（ただし最終的なランクは明言されていない）。
ソロモンからはSTNJのウィッチハンターとしてだけではなく、クラフトの深奥（クラフトの奥義、知識の欠片）の回収という密命を受けていた。後にソロモン本部から危険なウィッチと認定されSTNJが襲撃されたが、拘束される寸前に亜門に助けられる。その後凪羅の仕事場に隠れ住み、自分が襲われる原因となった出生の秘密を追う。移動手段には旧式のスクーターベスパを使用している。
亜門（あもん）
声 - 竹若拓磨
25歳。常に冷静に行動し結果も残すSTNJのチームリーダー的存在であるウイッチハンター。
真ん中で分けた黒髪のロングヘアが特徴。無表情で口数も少なく、烏丸曰く無愛想。だが面倒見はよく軽口をたたくこともある。ロビン加入後、彼女のパートナーとなるが、ソロモン本部からの刺客であることを危ぶんだ財前からの監視命令をうけていた。
凪羅とは異母兄弟で、3か月ほど一緒に住んでいた。瞳子はかつての恋人である。表向きは財前と協力関係にあるが、実はソロモン本部から派遣されたSTNJの動きを監視するためのスパイでもある。STNJ襲撃後はソロモン本部の人間としてSTNJ暗部を追求していく。超能力に覚醒して傲慢になった母と不倫相手だった父を憎み、これが彼のウィッチを憎む原因となっている。
烏丸美穂（からすま みほ）
声 - 幸田夏穂
19歳。ランクSの物質記憶読取（サイコメトリー）能力を持つウィッチハンター。STNJでは一番の古株で、ロビンの仕事の相談にも乗る良き先輩でもある。自分の能力が衰えてきていることに悩み、焦りを感じている。年齢の割にはキャリアウーマンのような大人びた雰囲気があり、ロビン相手にも姉のように接していた。
堂島百合香（どうじま ゆりか）
声 - 氷上恭子
18歳。STNJにはコネで入った大阪弁の女性。Dクラスハンター。
関西出身。遅刻・定時帰宅・サボリの常習犯で、メンバーの中ではお世辞にも優秀とは言い難いが、父親が権威を持つ存在であるらしく、優遇とも言える扱いを受けている。いい加減な性格ながら面倒見はよくロビンと行動を共にすることもしばしばあった。また、根は仲間思い。
正体はソロモン本部から派遣されたエージェント。STNJが開発したオルボを危ぶんだ本部の指令で、その正体を探るべくSTNJに潜伏していた。基本的に本部の命令に従うものの、STNJのメンバーには強い愛着を持っており、決戦時には共に最前線で戦った。
榊晴人（さかき はると）
声 - 福山潤
17歳。STNJハンター随一の行動派でBクラスハンター。後先を考えない直情径行的な行動で周囲に迷惑をかけることもしばしば。作中のエピソードからウィッチ能力を持つと推測されるが、詳細は不明。
マイケル・リー
声 - 結城比呂
16歳。STNJのサイバーシステム一切とネットを通じた情報収集（ハッキングを含む）を任されている天才ハッカー。かつて偶然にSTNJのコンピューターに侵入して秘密情報に接したために拘束され、死か服従かの選択を迫られて、STNJに軟禁されたまま仕事をする「首輪付き」として生きることを選んだ。このためアジトから外には出ず、現場に行くことはない。年齢や外見とは裏腹に冷静沈着で大人びた考え方をする。甘いものが好きで机の上には常にお菓子が転がっている。また、年齢が近いこともあるのかロビンと話すことも多い。
小坂慎太郎（こさか しんたろう）
声 - 辻親八
STNJの中間管理職。通称「署長」。警察出身で、STNJと警察、日本政府との事務調整が役目。世代的な差からメンバーとは反りが合わず、上司の財前には頭が上がらない。終盤ではメンバーの為に警視総監に協力を要請し、縁の下の力持ち的役割を果たすなど、活躍の場が増えた。
服部庄平（はっとり しょうへい）
声 - 大倉正章
STNJの事務職。小坂の部下。
守衛
声 - 川津泰彦
STNJ本部ビルの管理人。趣味は占い。ロビンの愛車のベスパの修理なども行ってくれる。
財前琢磨（ざいぜん たくま）
声 - 池水通洋
STNJ最高責任者。本部と異なり、ウィッチを抹殺するのではなく「人道的に」生きたまま確保する方針を確立する。穏やかな初老の男性で、新人のロビンも暖かく迎える。瞳子の父親。
その本性は人類至上主義とも言うべき、ウィッチに対する憎しみと嫌悪を持つ存在。人類純血思想に基づき、オルボの使用で普通の人間のみによるハントを可能にし、ハンターを含めた全てのクラフト使いの排除を目指して、後にソロモン本部とは対立する道を取る。
真崎瞳子（まさき とうこ）
声 - 中島麻実
亜門の元恋人で、財前の娘。序盤、アパートでロビンと同居し面倒を見る。その言動から、内心亜門への未練が残っていたと思われる。
マスター
声 - 永井寛孝
STNJのメンバーがしばしば訪れる喫茶店兼バー「Harry's」のマスター。“覚醒”していないとはいえ、ウィッチの血脈に連なることもあってか、STNJのメンバーにとって「Harry's」はささやかな安息の場所となっている。上品な雰囲気があり、お姉言葉のような口調でしゃべる。ロビンを色々と気にかけている。マフィアを裏切り、逃亡している息子の超能力を恐れ、家庭を捨てたことを恨まれている。
凪羅俊司（なぎら しゅんじ）
声 - 山野井仁
凪羅法律事務所を営みながら、ウィッチ能力の発現に悩む人々を支援している。亜門とは異母兄弟。花村などには明かしていないため、遊び歩ていると思われているが独自の情報網を持っており、遊ぶふりをして情報を集めに行く。
花村美加（はなむら みか）
声 - 小松由佳
凪羅法律事務所の事務員。事務上の運営すべてを仕切っている様子。
メトセラ
声 - 佐久間なつみ
ウォールドシティにて不死と噂される老女。ウィッチについては知らないことがないと言われていたが、ロビンに知識の欠片を遺して死ぬ。
コーション（異端審問官）
声 - 中博史
ソロモン本部の審問官。ウィッチがハンターとして務まるか、あるいはハントの対象となるべきかを見定めることが役目。
ジュリアーノ神父
声 - 津嘉山正種
ジュリアーノ・コレグリ。ソロモン本部におけるロビンの育ての親。物語序盤ではロビンと財前の会話でその名が挙がるだけだが、終盤ではSTNJに現れロビンと対面、ロビンの出生の秘密とともに自身がロビンの祖父（ロビンはマリアのクローンの為、遺伝子上では親子関係）であることを話す。実娘マリアと藤堂の交際を今も許していない。

## 用語
ウィッチ
中世ヨーロッパの魔女の血を引き、ウィッチ能力を発現した者。ソロモンにより常に監視されており、危険と判断されるとハンターに捕獲・抹殺されることになる。中には審問を経てハンターとして勤めることが認められた者もいる。ウィッチの家系から不定期に生まれるため、ウィッチの血は遺伝的に受け継がれるとされる。ウィッチはさかのぼってその血統を調査され、そのデータはソロモンによって管理されている。
ウィッチハンター
STNに所属しウィッチの捕獲・抹殺を任務とする者。ハンターとも呼ばれる。
シード
ウィッチの家系であるがウィッチ能力が発現していない者。ウィッチと同様にソロモンに監視されている。
ウィッチ能力
ウィッチが発現した能力を指す。その種類は多岐にわたる。ウィッチの血とともに能力も遺伝し、同じ血縁にあるウィッチは同じ種の能力を持つ。所謂「異能」や「超能力」に近い描写がなされる一方で、後述のクラフトによる補佐・補助や能力に「エレメント」と呼ばれるものが関わってくるなど、ウィッチの名の通り魔術的な側面も備えている。また、単純な物理現象を起こすだけではないようで、ウィッチ能力同士で干渉し合い、相手の干渉を相殺する場面がたびたび存在する。
クラフト
ウィッチ能力を補助する知識や技術。クラフトを扱える者はクラフト使いと呼ばれる。ケルト文字やルーン文字、またはそれらを用いた魔法陣を地面に描くことでウィッチ能力を強化したり、魔法陣に触れた者の感知、幽体離脱して死者の思念に触れるなど様々なクラフトが使われた。
ソロモン
数千年間、人類をウィッチから守っていた影の組織。世界各国の財政界に通じるほどの影響力を持つ。ウィッチに関しては基本的に抹殺するスタンス。
STN
ソロモンのウイッチ管理組織。ウイッチの捕獲・抹殺を任務とする。その影響力はソロモンと双璧を成し、各国におけるウイッチ管理実行組織として十分に機能している。STNJは、STNの日本支部である。
ファクトリー
STNJにおける、ハントされたウィッチの移送・管理、対ウィッチ用の技術開発・研究を行う組織。オルボはファクトリーが開発した独自技術である。
オルボ
ウィッチの超能力を無効・弱体化する効果を持つ緑色の液体。STNJのハンターは、これをペンダントにしてウィッチとの戦闘時に身を守るが、自身のウィッチ能力も弱体化する。また、ウィッチを捕らえる際に銃の弾頭として使用され、これを受けたウィッチは超能力が弱まり、数発撃たれると気絶。なお、常人にこれを使うと精神に異常をきたす。実は、ファクトリーの地下で捕らえたウィッチを生きたまま水槽に閉じ込め、そこからオルボを抽出していた。この時のウィッチに自我は無く、ただオルボを製造するための道具とされていた模様。それ以上の詳細は劇中で語られていないので不明。

## スタッフ
- 原案 - 矢立肇、村瀬修功
- 監督 - 村瀬修功
- チーフライター - 吉永亜矢
- キャラクターデザイン - 高橋久美子[1]
- セット（メカニック）デザイン - 佐藤肇、佐藤道明
- コンセプチャルデザイン - 佐山善則
- スペシャルコンセプター - 野崎透
- デザインワークス - 荒牧伸志、中島利洋
- 美術ボード - 太田大、高須賀真二
- 色彩設計 - すずきたかこ
- 撮影監督 - 須貝克俊、白井久男
- 音響監督 - 藤野貞義
- 音楽 - 岩崎琢
- プロデューサー - 松村圭一、杉田敦
- 製作 - サンライズ、バンダイビジュアル

## 主題歌
オープニングテーマ「Shell」
作詞 - 三重野瞳 / 作曲・編曲 - 鈴木Daichi秀行 / 歌 - 葉菜 (Bana)
エンディングテーマ「half pain」
作詞 - 三重野瞳 / 作曲 - 浅見昴生 / 編曲 - 岩崎琢 / 歌 - 葉菜 (Bana)

## 各話リスト
| 話数   | サブタイトル                                | 脚本              | 絵コンテ       | 演出       | 作画監督                                          | 放送日        |
| ------ | ------------------------------------------- | ----------------- | -------------- | ---------- | ------------------------------------------------- | ------------- |
| 第1話  | Replacement （邦題：魔女を狩る少女･ロビン） | 村瀬修功 吉永亜矢 | 村瀬修功       | 大橋誉志光 | 森下博光                                          | 2002年 7月2日 |
| 第2話  | Addicted to power                           | 吉永亜矢          | 大橋誉志光     | 長井龍雪   | 寺岡巌                                            | 7月9日        |
| 第3話  | Dancing in darkness                         | 荒木憲一          | 門智昭         | 三好正人   | 中島利洋                                          | 7月16日       |
| 第4話  | Stubborn aesthetics                         | 北嶋博明          | 高山朋浩       | 宮田亮     | 工藤昌史                                          | 7月23日       |
| 第5話  | Smells like the wandering spirit            | 吉永亜矢          | 大塩万次郎     | 久城りおん | 寺岡巌                                            | 7月30日       |
| 第6話  | Raindrops                                   | 吉田伸            | 大橋誉志光     | 大橋誉志光 | 恩田尚之                                          | 8月6日        |
| 第7話  | Simple-mind                                 | 荒木憲一          | 門智明         | 長井龍雪   | 森下博光（キャラクター） 鈴木竜也（メカニック）   | 8月13日       |
| 第8話  | Faith                                       | 北嶋博明          | 山中英治       | 三好正人   | 寺岡巌                                            | 8月20日       |
| 第9話  | Sign of the Craft                           | 吉田伸            | まついひとゆき | 鳥羽聡     | 工藤昌史                                          | 8月27日       |
| 第10話 | Separate lives                              | 吉永亜矢          | 恩田尚之       | 大橋誉志光 | 中島利洋                                          | 9月3日        |
| 第11話 | The soul cages                              | 野崎透            | 松尾衡         | 小倉宏文   | 寺岡巌                                            | 9月10日       |
| 第12話 | Precious illusions                          | 野崎透            | 高山朋浩       | 長井龍雪   | 恩田尚之                                          | 9月17日       |
| 第13話 | The eyes of truth                           | 野崎透            | 山中英治       | 三好正人   | 森下博光、竹内進二                                | 9月24日       |
| 第14話 | Loaded Guns                                 | 野崎透            | 大橋誉志光     | 大橋誉志光 | 寺岡巌                                            | 10月1日       |
| 第15話 | Time to say Goodbye                         | 野崎透            | 平松禎史       | 鳥羽聡     | 中島利洋（キャラクター） 仲盛文（メカニック）     | 10月8日       |
| 第16話 | Heal the pain                               | 吉永亜矢          | 松尾衡         | 石踊宏     | 後藤嵐                                            | 10月15日      |
| 第17話 | Dilemma                                     | 北嶋博明          | 山中英治       | 長井龍雪   | 森下博光                                          | 10月22日      |
| 第18話 | In my pocket                                | 野崎透            | 高山朋浩       | 吉村章     | 工藤昌史、小木曽伸吾                              | 10月29日      |
| 第19話 | Missing                                     | 吉田伸            | 大橋誉志光     | 大橋誉志光 | 恩田尚之                                          | 11月5日       |
| 第20話 | All I really oughta know                    | 野崎透            | 吉田徹         | 鳥羽聡     | 寺岡巌                                            | 11月12日      |
| 第21話 | No way out                                  | 野崎透            | 松尾衡         | 長井龍雪   | 中島利洋                                          | 11月19日      |
| 第22話 | Family Portrait                             | 野崎透            | 千明孝一       | 石踊宏     | 後藤嵐                                            | 11月26日      |
| 第23話 | Sympathy for the Devil                      | 野崎透            | 山中英治       | 彩勍他     | 竹内進二                                          | 12月3日       |
| 第24話 | Rent                                        | 野崎透            | 松尾衡         | 梅川理志   | 寺岡巌                                            | 12月10日      |
| 第25話 | Redemption day                              | 野崎透            | 大橋誉志光     | 大橋誉志光 | 森下博光                                          | 12月17日      |
| 第26話 | Time to tell                                | 野崎透            | 平松禎史       | 村瀬修功   | 高橋久美子（キャラクター） 中島利洋（メカニック） | 12月24日      |